# Station Priesterweg
Station Priesterweg is een station van de S-Bahn van Berlijn in het district Tempelhof-Schöneberg. Het station werd geopend op 7 oktober 1928. Het station ligt aan de Anhalter Bahn en de Dresder Bahn.
Het spoor bij het station is vanaf begin af aan geëlektrificeerd. Het eerste halfjaar op 550 volt, erna op 750 volt. Het telt vier sporen, maar vanaf het moment dat de BVG het S-Bahnverkeer overnam van de Deutsche Reichsbahn in 1984 tot 1995 waren er slechts twee sporen in gebruik (de binnenste twee). In 1986 werd het stationsgebouw gerenoveerd. In de jaren erna ook de perrons. Zo kwam er een tweede perrontoegang. Daarvoor kon men alleen via de noordzijde op de perrons komen.
Naast het station bevindt zich het Natur-Park Südgelände.